# اچاگواس
اچاگواس (به اسپانیایی: Achaguas) یک شهرک کوچک در ونزوئلا است که در ایالت آپوره واقع شده‌است.